# Unico indizio la luna piena
Unico indizio la luna piena (Cycle of the Werewolf) è un romanzo horror breve di Stephen King del 1983.
Originariamente doveva essere un calendario: per ogni mese venne realizzato un capitolo e un'illustrazione. In seguito all'annullamento del progetto, capitoli e illustrazioni vennero riunite in un unico volumetto.
In Italia è stato pubblicato da quattro case editrici: Longanesi, Club degli editori, Salani e Teadue. Tutti contengono la riproduzione delle dodici tavole a colori e in bianco e nero e una economica, senza le illustrazioni, la Teadue.
Dal libro è stato tratto anche, nel 1985, il film Unico indizio la luna piena.

## Trama
Dal mese di gennaio di un non meglio precisato anno, la cittadina di Tarker's Mill nel Maine viene funestata da una serie di tremendi delitti. Inizialmente, i delitti vengono attribuiti a un orso. A scoprire il vero autore dei delitti, ovvero un lupo mannaro, è Marty, un ragazzino paraplegico. Una notte di plenilunio il piccolo protagonista esce di casa sulla sua sedia a rotelle, per fare esplodere alcuni petardi regalatigli dallo zio Al. Viene aggredito dal lupo mannaro, ma si salva scagliandogli i petardi in un occhio e fuggendo. Racconta l'accaduto allo zio, che, inizialmente, è incredulo. Tuttavia i delitti si susseguono ad ogni plenilunio e infine, insospettito dalla coincidenza, decide di aiutare il ragazzo. Marty inizia così a cercare qualcuno che abbia perso un occhio di recente e scopre, infine, durante la notte di Halloween, che si tratta del sacerdote battista Lowe. Il ragazzo inizia a mandargli, durante il mese di novembre, lettere anonime in cui lo invita a suicidarsi. Infine gli rivela, stupidamente, che conosce il suo segreto, al ché il prete decide di aspettare la seguente luna piena per cercarlo e farlo tacere. Conscio di ciò, Marty spiega allo zio Al che per uccidere il mostro è necessario un proiettile d'argento e lo zio si rivolge così ad un armaiolo di sua conoscenza, un maestro nel suo genere, che prepara una pallottola d'argento. La notte di Capodanno c'è la luna piena, e il lupo mannaro tenta di aggredire i due, ma questa volta non li trova impreparati, e viene abbattuto con un proiettile d'argento alla testa.

## Personaggi
La Famiglia Coslaw:
- Marty Coslaw: Ha dieci anni, è paraplegico, ed è il protagonista del romanzo. Sente il lupo mannaro ululare a marzo e viene attaccato dalla Bestia nel mese di luglio, riuscendo ad accecargli un occhio con un pacchetto di petardi Black Cat. Egli scopre l'identità della creatura nel mese di ottobre, scoprendo che sotto le sue spoglie si cela il reverendo Lester Lowe, e lo uccide con una pallottola d'argento nel mese di dicembre.
- Nan Coslaw: la madre di Marty, cerca di trattarlo come se non fosse diverso da qualsiasi altro ragazzo di dieci anni.
- Herman Coslaw: il padre di Marty, tende trattare suo figlio più come un cane che come una persona, e gli parla in tono paternalistico (chiamata da Marty "Big Pal's Voice") e si preoccupa spesso per la disabilità del figlio. È l'allenatore a Tarker Mills High School.
- Kate Coslaw: sorella quattordicenne di Marty è descritta come gelosa del fratello in gran parte del romanzo, a causa delle attenzioni - per lei troppo eccessive - che la famiglia riserva al ragazzo.
- Nonno Coslaw: il nonno paterno di Marty che vive con la famiglia. Ha un buon rapporto con il nipote ed è descritto come il nonno tipico (sornione e non molto sveglio). Egli è noto per avere un sonno molto pesante.
- zio Al: lo zio materno ribelle di Marty, ha un rapporto piuttosto burrascoso con la sorella. Al tratta Marty meglio di chiunque altro nella storia, e gli compra i petardi che Marty userà per accecare il lupo mannaro dopo che i festeggiamenti del Quattro Luglio vengono cancellati a causa degli omicidi commessi dall'orrendo essere. Egli fornisce anche Marty i proiettili d'argento e la pistola che usa per uccidere la bestia nel mese di dicembre.
- reverendo Lester Lowe (il lupo mannaro): l'antagonista principale della storia. Il reverendo Lowe appare la prima volta nella storia nel mese di aprile mentre predica un sermone sull'arrivo della primavera. Nel mese di maggio, ha un incubo in cui tutta la sua congregazione - ed in seguito anche lui stesso - si trasformano in lupi mannari. La mattina dopo ritrova il sagrestano Clyde Corliss morto sul pulpito della sua chiesa. Egli è visto come un pilastro dalla comunità ed è stato visto in quel modo per anni, arrivando a considerare Tarker Mills come la sua casa. Nel mese di novembre finalmente capisce di essere lui stesso il lupo mannaro che sta devastando la cittadina e decide di tenersi alla larga dal bosco, per evitare di essere ucciso da un gruppo di vigilanti che avevano cominciato a perlustrare i boschi in cerca della bestia. Lowe si rende conto di essere il lupo mannaro dopo essersi risvegliato con del sangue fresco sulle sue unghie e sulla bocca. Scopre anche vestiti mancanti e talvolta trova graffi e lividi che sembrano causati dai suoi vagabondaggi nel bosco. Il sogno di Maggio serve come ulteriore presagio per la sua maledizione, ma il prete non si renderà conto pienamente della sua maledizione fino al 5 luglio, quando si sveglia senza un occhio. Dopo Halloween, ha cominciato a ricevere lettere anonime da parte di qualcuno che conosce il suo segreto, sospettando che sia la persona che ha attaccato a luglio e che non è riuscito a uccidere, la persona che gli ha fatto saltare via l'occhio sinistro. Non è stato un licantropo per tutta la sua vita, e non è stato un licantropo da quando è arrivato a Tarker Mills. In realtà, egli non ha idea di come sia diventato un lupo mannaro, ma sospetta che abbia qualcosa a che fare con alcuni fiori che raccolse in un cimitero su Sunshine Hill mesi prima della sua prima trasformazione e che, dopo essere stati deposti nei vasi presso la sacrestia della chiesa, annerirono e morirono prima del dovuto. Lui non ha motivo di individuare questo evento come l'inizio della sua maledizione, ma crede che questo sia cominciato tutto da quello strano fenomeno. Per evitare i vigilanti, si reca a Portland dove uccide Milt Sturmfuller (il violento bibliotecario di Tarker Mills) al di fuori di un motel economico. Dopo il ritorno a casa, decide di scoprire chi ha attaccato a luglio, e uccidere quella persona, scoprendo che si tratta di Marty dopo l'ultima lettera da lui spedita a dicembre, poco prima della successiva luna piena. Lowe è ucciso da Marty la vigilia di Capodanno, esattamente un anno dopo il primo omicidio.

## Le vittime
- Arnie Westrum: Arnie è un impiegato della ferrovia ucciso durante le prime ore del mattino del giorno di Capodanno nel mese di gennaio. È stato costretto da una bufera di neve a rifugiarsi in un casolare dopo aver tentato di eliminare alcuni cumuli di neve dalle rotaie. Westrum riesce a colpire il lupo mannaro con un piccone, poco prima di essere ucciso.
- Stella Randolph: Stella è una sarta la cui attività sta cominciando a fallire. Vergine, sovrappeso e presa in giro da tutti, il giorno di San Valentino usa mandare a sé stessa dei biglietti d'amore firmandoli con i nomi di personaggi famosi (come Robert Redford, John Travolta e Paul Newman) e desidera un amante. Vede il licantropo guardarla fuori dalla sua finestra e lo lascia entrare nella stanza, credendo di stare sognando. Il lupo mannaro si avventa su di lei e la uccide nel suo letto.
- Il Vagabondo: Un vagabondo ucciso a marzo, il giorno di San Patrizio. Egli viene trovato da un dipendente della Electric&Gas Company durante la ricerca di fili del telefono tagliati. Il suo corpo è circondato dalle impronte del lupo.
- Brady Kincaid: Brady è un bambino di 11 anni ucciso mentre giocava con il suo costoso aquilone il primo di aprile. Affascinato dal suo giocattolo è sorpreso dal lupo mannaro in un momento di distrazione e viene trovato il giorno successivo decapitato e sventrato nel parco pubblico.
- Clyde Corliss: Sagrestano della chiesa dalla fine degli anni 70, Corliss viene trovato morto dal reverendo Lowe sul pulpito della chiesa una domenica di maggio.
- Alfie Knopfler: Knopfler è il proprietario della Chat&Chew, tavola calda della città. Viene ucciso nel mese di giugno nel suo ristorante. Egli vede il lupo mannaro (che si rivelerà essere il reverendo Lowe) trasformarsi davanti a lui prima di essere ucciso.
- Agente Lander Neary: Neary è il conestabile della città ed è frustrato dalla sua incapacità di risolvere il caso e dal trattamento paternalistico riservatogli dal Corpo di Polizia di Stato del Maine. Neary rivela che Marty è stato mandato a vivere con i parenti in Stowe, nel Vermont dopo il suo attacco nel mese di luglio. I soldati non permettono a Neary di intervistare Marty, ma gli permettono di avere una copia della deposizione che Marty ha loro rilasciato. In esso, Marty descrive il lupo mannaro in vividi dettagli, che sia i soldati che Neary ignorano, compreso il fatto che il lupo mannaro è privo del suo occhio sinistro anche in forma umana. Se non avessero ignorato questo fatto, avrebbero potuto arrestato immediatamente Lowe. Sia Neary e che i soldati ritengono Marty sia affetto da estrema sindrome da stress post traumatico e che il lupo mannaro non sia altro che una manifestazione della psiche di Marty frutto di un blocco mentale per il trauma. Neary viene ucciso nel mese di agosto, mentre beve del caffè nel suo camion parcheggiato.
- I maiali di Elmer Zinneman: Zinneman è un allevatore di maiali i cui animali vengono tutti abbattuti dal lupo mannaro, ma che riesce a evitare di essere sé stesso ucciso durante la Festa dei Lavoratori a settembre. Riesce a intravedere qualcosa muoversi nel bosco dopo la morte del suo ultimo maiale, ma non riesce a capire di chi o di cosa si tratta. Il giorno dopo discute della carneficina con il fratello Pete, venuto da due contee di distanza. Pete racconta ad Elmer di sapere che l'assassino di Tarker Mills è un lupo mannaro, citando il ritrovamento di strane impronte nel fango come prova. I due decidono così di iniziare a dar la caccia alla Bestia a novembre, mettendo insieme una squadra di vigilanti armati per battere il bosco prospiciente alla città.
- Milt Sturmfuller: Sturmfuller è il bibliotecario della città, ed è un uomo violento e sadico a cui piace picchiare la moglie (nel libro sono descritti due episodi di tale violenza, a marzo e nel mese di ottobre). Egli inizia una relazione extraconiugale a novembre e inizia a soggiornare in un hotel a Portland. Per ironia della sorte, viene ucciso dal lupo mannaro mentre si trova a Portland, essendo Lowe recatosi lì per evitare di incontrare il gruppo di vigilanti istituito da Zinneman.

## Edizioni
- Stephen King, Unico indizio la luna piena, Longanesi, 1986.
- Stephen King, Unico indizio la luna piena, CDE su licenza Longanesi, Longanesi, 1987,  p. 143.
- Stephen King, Unico indizio la luna piena, TeaDue, 1989.
- Stephen King, Unico indizio la luna piena, Salani, 1991.